# Barrabands papegaai
De Barrabands papegaai (Pyrilia barrabandi; synoniem: Pionopsitta barrabandi) is een vogel uit de familie Psittacidae (papegaaien van Afrika en de Nieuwe Wereld). De naam is een eerbetoon aan de Franse illustrator Jacques Barraband.

## Verspreiding en leefgebied
Deze soort komt voor in het westelijke Amazonebekken en telt twee ondersoorten:
- P. b. barrabandi: zuidwestelijk Colombia, zuidelijk Venezuela, noordwestelijk Brazilië ten noorden van de Amazonerivier.
- P. b. aurantiigena: oostelijk Ecuador, oostelijk Peru, noordelijk Bolivia en noordoostelijk Brazilië ten zuiden van de Amazonerivier.

## Status
De grootte van de populatie is niet gekwantificeerd maar de soort wordt omschreven als niet algemeen, maar plaatselijk soms talrijk. Op de Rode lijst van de IUCN heeft deze soort de status niet bedreigd.